# Suberites rhaphidiophorus
Suberites rhaphidiophorus är en svampdjursart som först beskrevs av Brøndsted 1924.  Suberites rhaphidiophorus ingår i släktet Suberites och familjen Suberitidae. Inga underarter finns listade i Catalogue of Life.